# Адамс, Амелия
Аме́лия А́дамс (англ. Amelia Adams), в девичестве — Ча́рльтон (англ. Charlton; 1 января 1983, Сидней, Новый Южный Уэльс, Австралия) — австралийская журналистка и телеведущая.

## Биография
Амелия Чарльтон (девичья фамилия Адамс) родилась 1 января 1983 года в Сиднее (штат Новый Южный Уэльс, Австралия) в семье лётчика. Амелия большую часть детства провела во Франции, где выучила французский.
В 2003 году Амелия окончила «Charles Sturt University», получив степень бакалавра в области коммуникаций в журналистике.

## Карьера
Амелия работала в качестве продюсера и журналиста в «Seven News» и «Sunrise» на «Seven Network», а в 2005 году она перешла на работу в «Network Ten», что в Брисбене (штат Квинсленд), и была журналистом и ведущей в «Ten News».
В настоящее время Амелия ведёт «Nine Morning News» и «Nine Afternoon News».

## Личная жизнь
С октября 2008 года Амелия замужем за оператором и фотографом Люком Адамсом. У супругов есть двое детей — сын Чарльтон Блэр Адамс (род. 13.03.2014) и дочь Матильда Джоанн Адамс (род. 26.11.2016).